# 目崎茂和
目崎 茂和（めざき しげかず、1945年〈昭和20年〉12月20日 - 2024年〈令和6年〉10月15日）は、日本の地理学者。位階は従四位。三重大学名誉教授。

## 略歴
新潟県小千谷市生まれ、東京都台東区浅草出身。東京都立白鷗高等学校卒、1969年（昭和44年）東京教育大学地学科卒、1975年（昭和50年）同大学院地理学満期退学、1976年（昭和51年）「北阿武隈山地諸河川の河道形状に関する研究」で理学博士の学位を取得。1975年（昭和50年）琉球大学教養部講師、助教授、1986年（昭和61年）三重大学人文学部助教授、教授、2000年（平成12年）同名誉教授、南山大学総合政策学部教授を務めた。
サンゴ礁研究の第一人者でもある。
2024年（令和6年）10月15日14時ごろ、心不全のため、三重県津市の病院で死去した。78歳没。死没日付をもって従四位に叙され、瑞宝中綬章を追贈された。

## 著書
- 『南島の地形 沖縄の風景を読む』沖縄出版 1988
- 『石垣島・白保サンゴの海 残された奇跡のサンゴ礁 増補版』小橋川共男写真, 高文研 1989
- 『図説風水学 中国4000年の知恵を探る』東京書籍 1998
- 『京の風水めぐり (新撰京の魅力) 加藤釀嗣写真 淡交社 2002
- 『暖かい地域のくらし』 (ビジュアル学習日本のくらし くらべてわかる日本各地のさまざまな生活と知恵)旺文社 2005
- 『古事記の法則 風水が解き明かす日本神話の謎』東京書籍 2010

### 共編著・監修
- 『琉球の風水土』木崎甲子郎共編著 築地書館 1984
- 『沖縄修学旅行』新崎盛暉,仲地哲夫, 村上有慶,梅田正己共著 高文研 1992
- 『日本の海』 (日本列島の健康診断）横浜康継共著 草土文化 1993
- 『一冊で世界地理と日本地理をのみこむ本』監修. 東京書籍 2001
- 『修学旅行のための沖縄案内』大城将保共著 高文研 2006
- 『新・沖縄修学旅行』梅田正己,松元剛共著 高文研 2013
- 『古地図で楽しむ三重』 (爽BOOKS) 編著 風媒社 2016

## 論文
- <目崎茂和